# 乌克兰电视剧
乌克兰电视剧（烏克蘭語：Українські серіали）指的是乌克兰语的电视或网络连续剧。它经常与“乌克兰制作的电视剧”（烏克蘭語：телесеріали, вироблені в Україні）一词混淆。（乌克兰电视剧是以乌克兰语为主要语言，而“乌克兰制作的电视剧”则是在乌克兰制作，但对话的主要语言是外语（俄语、英语、波兰语等）的电视剧）。乌克兰语电视剧系列在乌克兰电影史上几乎没有出现过，直到2018年10月实行《乌克兰视听(电子)大众媒体语言部分法律修正案》（烏克蘭語：Про внесення змін до деяких законів України щодо мови аудіовізуальних (електронних) засобів масової інформації）后才开始大规模出现。而乌克兰国家频道提供至少75%乌克兰语内容的电视剧。

## 配音
截至2019年，根据首映电视剧的系列数计算显示百分之41的电视剧使用乌克兰语，百分之59则使用俄语。